# Filippo Buccola
Filippo „Phil“ Buccola (* 6. August 1886 in Palermo, Sizilien; † 15. Juni 1987 auf Sizilien) war ein sizilianisch-amerikanischer Mobster der La Cosa Nostra und rund acht Jahre lang Oberhaupt der Boston Crime Family, welche er 1932 mit der Providence Crime Family vereinte und somit die New England Crime Family schuf, die später als Patriarca-Familie bekannt wurde.

## Leben
Filippo Buccola wanderte im Alter von 32 Jahren aus Palermo (Sizilien) in die Vereinigten Staaten aus.
Wie viele italienische und sizilianische Einwanderer vor ihm, zog auch er nach Boston (Massachusetts), wo er später Kampf-Promoter wurde.
Später trat er der Boston Crime Family bei, welche 1917 von Gaspare Messina gegründet wurde.
Gebildet, wohlhabend und mit engen Verbindungen zur originären Cosa Nostra aus seiner Heimatstadt Palermo, stieg er während der Prohibitionszeit schnell in den Reihen der Bostoner Unterwelt auf und übernahm 1924, nach dem Ruhestand von Messina, schließlich die Rolle als neues Oberhaupt der Boston Crime Family.
In den frühen 1930er Jahren kämpfte Buccola zusammen mit seinem Unterboss Joseph Lombardo (ein Gangster aus Bostons North End) gegen andere ethnische Banden um Territorien.
Im Dezember 1931 ermordete Lombardo Frank Wallace, den Kopf der Gustin Gang aus South Boston.
1932 vereinte Buccola seine Familie mit der Providence-Fraktion von Begründer Frank Morelli, wodurch die New England Crime Family entstand und Morelli schließlich Buccolas Unterboss wurde.
Später beseitigte er den jüdischen Mobster Charles Solomon, welcher heute der Kosher Nostra zugerechnet wird, um sich selbst zum mächtigsten Mann Bostons zu machen.
Bis 1954 hielt Buccola das Kommando über die Organisation aus New England und übertrug 1954 Raymond Patriarca die Leitung, nachdem er sich als ein zu großes Ziel der Bundesbehörden sah.
Buccola zog sich nach Sizilien zurück und starb 1987 eines natürlichen Todes im Alter von 101 Jahren.